# 弓庄村
弓庄村（ゆみのしょうむら）は、かつて富山県中新川郡にあった村。

## 沿革
- 1889年（明治22年）4月1日 - 町村制の施行により、上新川郡横越村、神田村、辻村、女川新村、若宮新村、野福新村、大塚新村、中村新村、赤木村、野徳新村及び泉村の区域をもって、上新川郡弓庄村が発足する。村役場は横越に設けられた[3]（大字神田村に置かれた時期もある[4]）。
- 1896年（明治29年）3月29日 - 郡制の施行のため、上新川郡の区域から分立して、中新川郡が発足により、中新川郡に所属となる。
- 1941年（昭和16年）6月1日 - 中新川郡寺田村及び弓庄村が合併して、中新川郡新川村が発足する。
- 1954年（昭和29年）7月10日 - 中新川郡新川村が中新川郡立山町に編入する。
- 1955年（昭和30年）1月1日 - 中新川郡立山町の区域の内、旧中新川郡弓庄村の区域にあたる大字横越、神田、大塚、赤木、中村、野徳及び野福の区域が、中新川郡上市町に編入する。

## 歴代村長
出典→
- 初代：柳瀬久右衛門（1889年6月3日 - 1890年9月3日）
- 2、3代目：松原喜三次（1890年12月17日 - 1895年1月3日）
- 4代目：柳瀬剤（1895年3月4日 - 1898年4月20日）
- 5代目：黒田千秋（1898年9月5日 - 1899年8月26日）
- 6代目：柳瀬久夫（1899年11月7日 - 1901年4月10日）
- 7代目：佐野平八（1901年5月13日 - 1901年5月31日）
- 8代目：黒田千秋（1901年6月24日 - 1903年10月16日）
- 9代目：柳瀬喜三久（1903年12月10日 - 1905年2月20日）
- 10、11代目：平田三治（1905年3月18日 - 1912年11月18日）
- 12 - 17代目：柳瀬久夫（1912年11月28日 - 1932年12月12日）
- 18代目：増田周次郎（1933年3月29日 - 1937年3月28日）
- 19代目：平田盛秋（1937年3月29日 - 1941年3月28日、以降1941年5月31日まで職務代理）